# 2020년 하계 올림픽 벨리즈 선수단
2020년 하계 올림픽 벨리즈 선수단은 2021년 일본 도쿄에서 열린 2020년 하계 올림픽에 참가한 올림픽 벨리즈 선수단이다.
벨리즈는 2020년 도쿄 하계 올림픽에 출전했다. 원래 2020년 7월 24일부터 8월 9일까지 열릴 예정이었던 올림픽은 코로나19 범유행으로 인해 2021년 7월 23일부터 8월 8일로 연기되었다. 이전에는 "영국 온두라스"(1968년 멕시코 시티, 1972년 뮌헨)라는 이름으로 두 개의 초기 버전에 등장했지만 이번 올림픽은 미국의 13번째 올림픽 출전이었다.
벨리즈 팀은 두 가지 스포츠(운동과 카누)에서 경쟁하는 세 명의 선수(남자 2명, 여자 1명)로 구성되었다.

## 출전 선수
| 종목 | 남자 | 여자 | 전체 |
| ---- | ---- | ---- | ---- |
| 육상 | 1    | 1    | 2    |
| 카누 | 1    | 0    | 1    |
| 전체 | 2    | 1    | 3    |

## 같이 보기
- 올림픽 벨리즈 선수단